# National Convention Party (Ghana)
Die National Convention Party (NCP) war eine politische Partei in Ghana. Mit der vierten und aktuellen Verfassung Ghanas wurden 1992 nach der Militärjunta von Jerry Rawlings politische Parteien in Ghana erneut zugelassen. Darunter war auch die NCP.
Zusammen mit dem National Democratic Congress (NDC) und der Partei Every Ghanaian Living Everywhere (EGLE) schloss sich die NCP zur Progressive Alliance bei den Parlamentswahlen des Jahres 1992 zusammen. Bei diesen Parlamentswahlen gewann diese Alliance deutlich und errang 198 des damals aus 200 Sitzen bestehenden ghanaischen Parlaments. Von diesen 200 Parlamentssitzen entfielen acht auf die NCP, stärkste Partei der Progressive Alliance und des Parlaments war die NDC.